# Tonca Breščak
Tonca Breščak, slovenska pesnica, * 3. avgust 1889 Dobravlje, Ajdovščina, † 6. april 1965, Milano.

## Življenje in delo
Rodila se je v kmečki družini Antonu in Frančiški Breščak (rojeni Rešeta). Bila je prvi od štirinajstih otrok. Ljudsko šolo je v letih 1895−1902 obiskovala v Vipavskem križu. Po končani šoli je pomagala doma na kmetiji, od leta 1929 pa je živela v Milanu v krogu svojih sester in bratov. V sebi je imela prirojen pesniški talent. Tega pa je še bolj negovala s samoizobraževanjem in občevanjem s pisatelji in slikarji, ki so zahajali na dom Breščakovih v Milanu. V svojem čustvenem življenju je bila zelo navezana na Vipavsko dolino. Prve pesmi je napisala okoli leta 1940. Njene pesmi, ki so večinoma ostale v rokopisu, kažejo, da je zelo rada brala Gregorčiča, Kosovela, Prešerna in Župančiča. Pisala je nežne, čustvene pesmi, polne velike ljubezni do narave in sočloveka. Nekaj njenih pesmi je bilo v letih 1961−1965 objavljenih v reviji Galeb, nekaj pa jih je izšlo v spominskem članku ob njeni smrti v Primorskem dnevniku.
Breščakova si je zaradi svoje izredne iskrenosti, dobrohotnosti in velikodušnosti pridibila velik krog znancev in prijateljev, zanjo je vedela cela slovenska in jugoslovanska kolonija v Milanu, kar je pokazal njen pogreb, ki se ga je udeležil tudi jugoslovanski konzul v Milanu in osebje konzulata.